# Osama bin Laden as the Crucified Christ
"Osama bin Laden as the Crucified Christ" is een single van de Amerikaanse punkband Against Me! Het werd op 18 april 2015 in de vorm van 7" vinyl uitgegeven door Total Treble Music, het label van Against Me! zelf. Op de single staan twee versies van hetzelfde nummer; een liveversie dat ook te horen is op het livealbum 23 Live Sex Acts en een "extra dysforische" versie, dat alleen wordt gespeeld en gezongen door Laura Jane Grace. De single werd uitgegeven op Record Store Day.

## Nummers
Kant A
1. "Osama bin Laden as the Crucified Christ" (liveversie) - 2:57

Kant B
1. "Osama bin Laden as the Crucified Christ" ("extra dysforische" versie) - 2:57

## Band
- Laura Jane Grace - zang, gitaar
- James Bowman - gitaar, achtergrondzang (track 1)
- Inge Johansson - basgitaar, achtergrondzang (track 1)
- Atom Willard - drums, slagwerk (track 1)